# Salvatierra de los Barros
Salvatierra de los Barros es un municipio español, perteneciente a la provincia de Badajoz (Comunidad Autónoma de Extremadura), conocido internacionalmente por lo que ha sido desde hace siglos una de sus vértebras económicas: la alfarería. Junto a la industria cerámica destaca la cría del cerdo ibérico criado en libertad entre encinas y alcornoques. Son también importantes las fábricas de salazón de jamón, existiendo varias en la población. Una nueva artesanía que va tomando fuerza es la del corcho y las pieles, ambas localizables en talleres de la carretera de Zafra.

## Situación
Municipio enmarcado en el suroeste de la provincia de Badajoz que pertenece a la comarca de Sierra Suroeste y al Partido judicial de Jerez de los Caballeros. La población se asienta sobre un terreno en pendiente, configurando un conjunto de acusado plasticismo, compuesto por edificaciones de sabor popular, muchas con esgrafiados en las fachadas, grandes chimeneas, y otros componentes de singular atractivo formal. Su posición estratégica la sitúa en una encrucijada de caminos que la conecta con todos los núcleos de los alrededores.

## Historia
A la caída del Antiguo Régimen Salvatierra se convirtió en municipio constitucional de la región de Extremadura, que desde 1834 quedó integrado en el Partido judicial de Jerez de los Caballeros. En el censo de 1842 figura con 593 hogares y 2060 vecinos.
Su apelativo debe considerarse relacionado, no con el partido judicial que así se denomina, de la que Salvatierra se encuentra separada por un conjunto de sierras que establecen una clara divisoria entre los territorios de las dos vertientes, y en los que, dado el alejamiento y las evidentes diferencias geofísicas, no resulta encuadrable, sino con el barro, la arcilla alfarera manipulada por los ‘barreros’ salvaterreños. El topónimo con que la localidad aparecía hasta mediados del siglo xx, en alusión directa a su elaboración de vasijas, era Salvatierra de los Jarros, y no ‘de los Barros’.

## Demografía
Salvatierra de los Barros cuenta con una población de 1559 habitantes (INE 2024).
| Gráfica de evolución demográfica de Salvatierra de los Barros entre 1842 y 2021                                                                                              |
| |
| Población de derecho según los censos de población del INE. Población de hecho según los censos de población del INE.En estos censos se denominaba Salvatierra: 1842 y 1857. |

## Alfarería

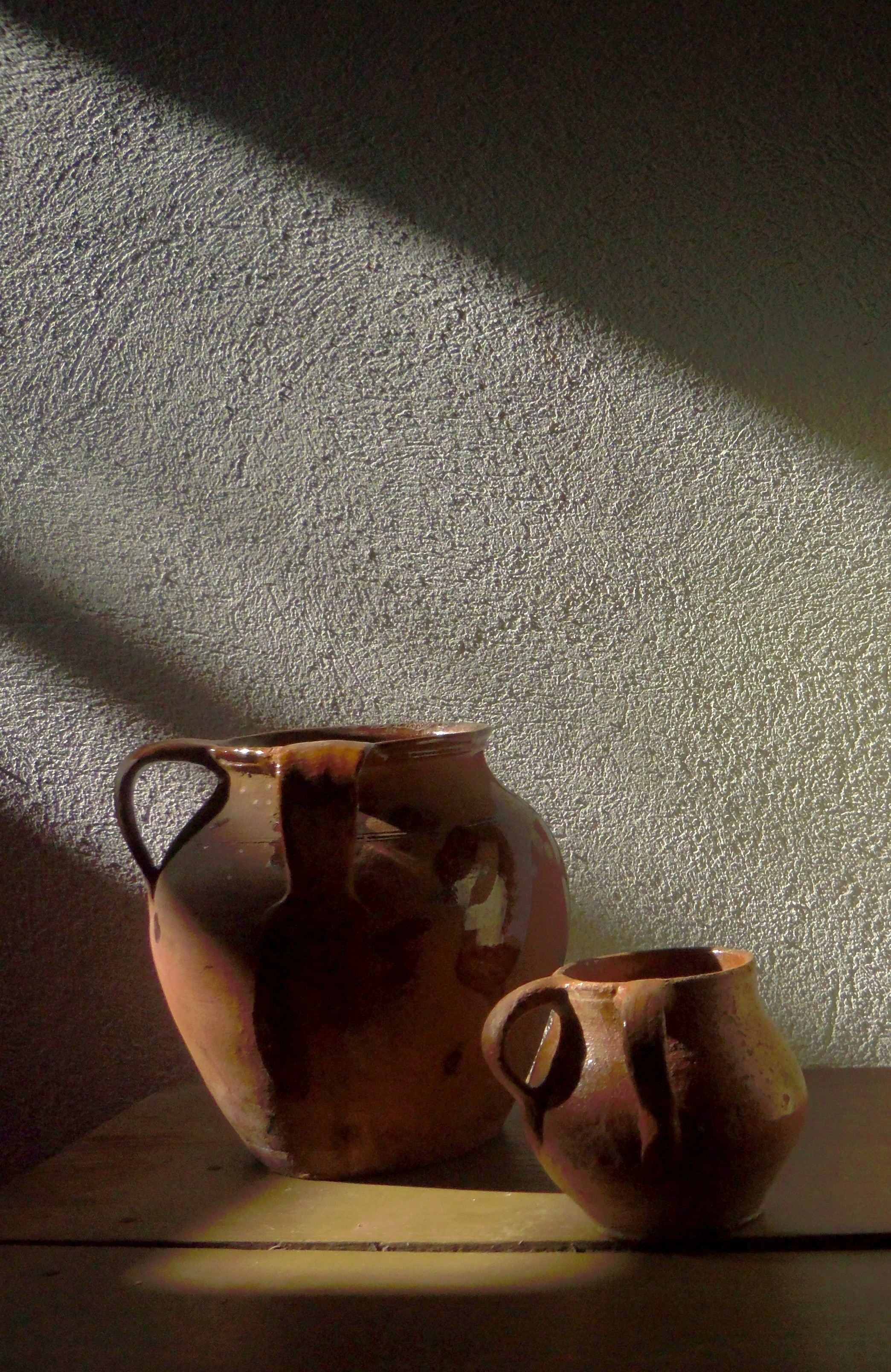
Pucheros de dos asas.

Aunque la producción ha descendido desde el medio centenar de talleres de mediado el siglo xx hasta una industria más cualitativa que cuantitativa, se siguen explotando los ‘barreros’ locales, para la extracción de las arcillas blanca y roja que tras el proceso alfarero tipifican las piezas bruñidas de cerámica gredoso-rojiza. Los objetos más representativos de la alfarería tradicional de Salvatierra han sido las tinajas, cántaros, botijos, barriles, jarros, ‘chingues’, ‘micos’, lebrillos, platos, y cacharrería en general. La distribución de esta artesanía corría a cargo de recuas de arrieros conocidos en la zona como botijeros, que con su frágil mercancía cargada entre paja sobre asnos y mulas, llevaban a mercados y ferias su mercancía.
La ciudad cuenta con un interesante Museo de la alfarería y una feria bianual de cerámica en el mes de mayo.

## Patrimonio

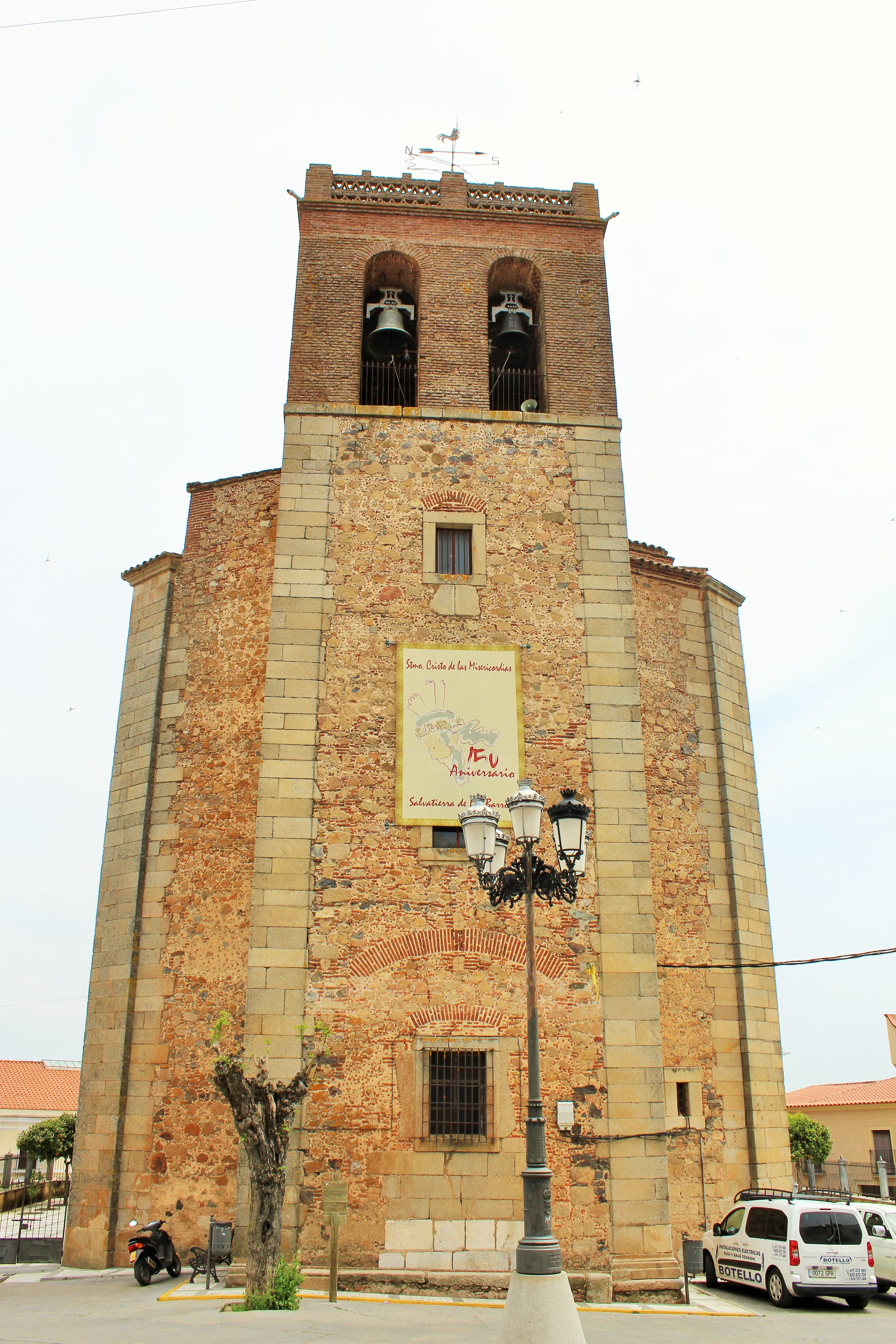
Iglesia de San Blas.

Un imponente castillo domina la población; se trata de una fortaleza compuesta por un conjunto de cubos y torreones, cuya fábrica data de finales del siglo XV, erigida por Hernán Gomes de Solís sobre una fortificación anterior, asolada poco antes por el segundo conde de Feria, Gómez Suárez de Figueroa. Tiene dimensiones de alcazaba, y es de propiedad privada.
Otra construcción de interés situada en sus proximidades, es el ￼￼Pozo de las Nieves que se localiza en el paraje de Los Baños del Moral, ocupando un paraje de extraordinaria belleza natural. Esta instalación, destinada a contener nieve, consta de dos torreones cilíndricos de piedra, con sólidas bóvedas de ladrillo y diversas dependencias anejas. Fue construido en el siglo XVI por los Señores de Feria, y por su extraordinario valor etnográfico como pieza única en el apartado de la arqueología industrial de la región, en 1990 fue declarado Bien de Interés Cultural.
En el mismo ámbito, sobre el lugar del Charcón, se encuentran los Baños del Moral, cuyas aguas ferruginosas y bicarbonatadas se emplean contra el escrofulismo y otras dolencias.
Centra el caserío la parroquia dedicada a San Blas, en la Archidiócesis de Mérida-Badajoz, de aspecto militar, con maciza torre cuadrangular. En la cabecera presenta hornacina adornada con escudos y otras piezas procedentes de edificaciones ya desaparecidas, entre ellas el convento franciscano primitivamente enclavado en Salvaleón. En la calle Alcantarilla, o de Jerez, se conserva, empotrada en una fachada, una lápida romana, ya mencionada por Solano de Figueroa.

## Fiestas populares
Esta localidad extremeña, cuenta con varias fiesta o ferias populares a lo largo del año:
- En el mes mayo se celebra la Feria de la alfarería y del barro, en la que se dan cita alfareros y ceramistas nacionales e internacionales, donde se podrán ver las distintas técnicas alfareras, tanto las más tradicionales como las más modernas.
- A principios de agosto se celebra su feria, en honor a Santo Domingo de Guzmán.
- A mediados de septiembre se celebra una fiesta patronal, la feria del Cristo de la Misericordia, en la que destaca dos procesiones del Cristo, una el día 13 de septiembre por la noche La procesión de las antorchas y el 14 de septiembre la procesión del Cristo por las calles del pueblo, en la que se subastan los brazos de las andas, para llevar al Cristo

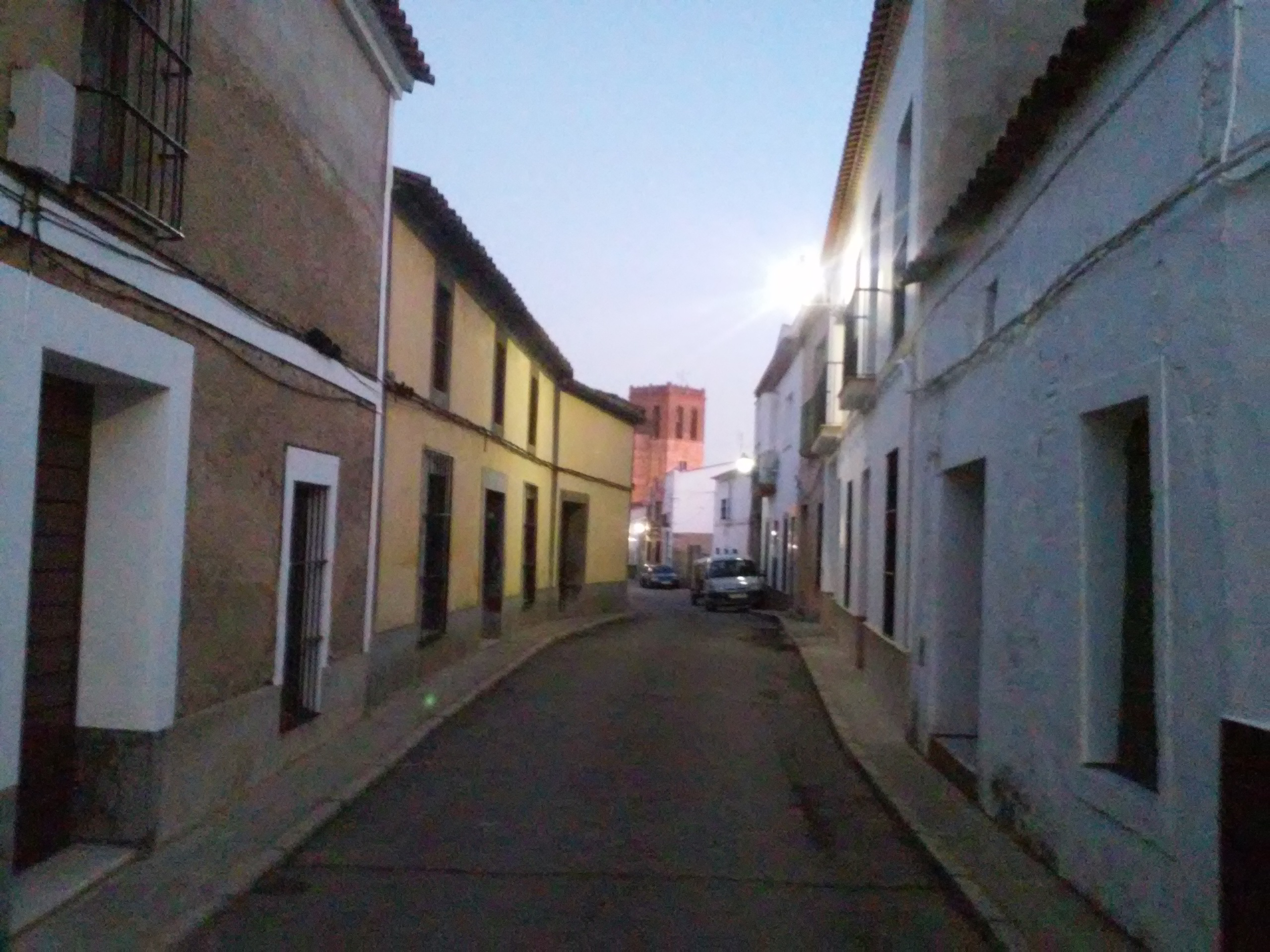